# Jeanne-Victoire-Henriette de Navailles
Jeanne-Victoire-Henriette de Montaud de Navailles est une aristocrate française, née le 5 mai 1770 à Pau et morte le 7 juin 1818 à Paris.
À la mort de son père en 1800, elle devient vicomtesse de Saint-Martin-d’Arberoue et baronne d’Assat et de Mirepeix.
Elle devient, par son premier mariage, la dernière duchesse d’Aiguillon et d’Agenais, puis comtesse de Girardin par son second mariage.
Elle est, de 1805 à 1813, dame de compagnie de la princesse Julie Bonaparte, née Clary, reine consort de Naples puis d’Espagne.

## Biographie
Née à l’hôtel de Navailles-Mirepeix à Pau, elle est la première fille de Louis-François de Montaud de Navailles, baron de Mirepeix et de Anne-Christine de Noguès, vicomtesse de Saint-Martin-d’Arberoue, baronne d’Assat et d’Abos. Elle a une sœur, Marie-Philippine de Navailles (1773-1852).
Le 1er février 1785, elle épouse Armand-Désiré de Vignerot du Plessis, 5e et dernier duc d'Aiguillon, qui est alors le troisième homme le plus riche du royaume après le duc de Penthièvre et le roi. La bénédiction nuptiale est donnée à Paris « dans la Chapelle de M. le duc d’Aiguillon » par l'archevêque de Bourges. À cette occasion, elle est présentée à la cour du roi Louis XVI, le 27 février 1785, puis reçoit "le tabouret", privilège dû aux seules duchesses, le 21 août 1785.
Le 11 octobre 1788, elle donne naissance à son premier enfant, Armand Emmanuel Louis, titré comte d’Aiguillon.
En 1789, survient la Révolution, la duchesse n’est alors que peu inquiétée en raison de la position politique de son mari, qui approuve, dès le début, les idées nouvelles. En effet, il est élu député de la noblesse en mars 1789, puis secrétaire de l’Assemblée constituante en janvier 1790.
En 1792, tout bascule alors à la suite de l’insurrection du 10 août, le duc, réprouvant cette dernière, est destitué de son poste de maréchal à la tête de l’Armée du Rhin, le 31 août et est contraint à l’exil pour Hambourg en compagnie de ses amis, les frères Alexandre et Charles-Malo de Lameth, et voit ses biens mis sous séquestre. La duchesse obtient le divorce afin de protéger ses biens propres, puis trouve refuge chez son amie, la comtesse Anne-Marie de Lameth, épouse d'Alexandre de Lameth, au château de Grouchy à Osny dans le Val-d'Oise, où elles resteront ensembles jusqu’à leur arrestation fin 1793, année où elles sont enfermées à la prison des Carmes.
Elles y sont incarcérées en compagnie de Thérésa Cabarrus, dite Madame Tallien et Rose de Beauharnais, future impératrice Joséphine. Alors qu’elles sont promises à l’échafaud, elles y échappent de justesse et sont finalement libérées moins d’un an plus tard, en 1794, à la suite de la chute de Robespierre. Jeanne, en compagnie de son fils, qu'elle avait envoyé à Pau chez sa sœur, ainsi que la comtesse de Lameth, regagnent le château de Grouchy, où ils resteront jusqu’en 1796.
En 1797, la duchesse parvient à racheter le château du Val de Ruel à sa belle-mère, Louise-Félicité de Brehan, demeure historique de la famille de Vignerot du Plessis, qu’elle ne conserve que jusqu’en 1799, le revendant au citoyen Malibran.
En 1798, elle perd alors son seul fils qui fait une violente chute de cheval alors qu'ils rendaient visite à la comtesse de Lameth.
En 1800, le duc d’Aiguillon, tentant de regagner la France, est fusillé, et cette même année, elle perd également son père et retourne à Pau afin de prendre la succession de ce dernier. Héritière de tous les biens et titres de son père, elle intentera un procès à Catherine de Batsalle, l’une des anciennes domestiques de ce dernier, et épouse du futur maire de Pau, Pierre de Batsalle, en ce qui concerne la baronnie et le château d’Abos, ces derniers auraient, selon elle, manipulé son père pour obtenir la dite baronnie via son testament. Procès qu’elle perdra une première fois, puis une seconde fois après avoir fait appel.
Elle est de retour à Paris en novembre 1800. Le 12 janvier 1801, elle se remarie en l’église Saint-Roch avec Alexandre François Louis, comte de Girardin, qu’elle fréquente déjà depuis son divorce. De cette union naissent trois enfants : Euriale, Thélésie et Eleuthère.
La famille réside alors, par intermittence, au château d’Ermenonville, propriété familiale, célèbre pour avoir accueilli le philosophe Jean-Jacques Rousseau, qui y est inhumé, avant d’être transféré au Panthéon en 1794.
À partir de 1805, elle est dame d’honneur de la princesse Julie Bonaparte, née Clary, épouse de Joseph Bonaparte, roi de Naples, puis d’Espagne. Elle occupera cette fonction jusqu’en 1813.
Elle s’éteint le 7 juin 1818 à l'hôtel Girardin de Vauvray au no 50, rue de Turenne à Paris, et est inhumée le lendemain au cimetière du Père-Lachaise (division 8).